# Петровски кръст (връх)
Петровски кръст е връх, разположен на планина Чепън с 1206 метра надморска височина в западната част на България, близо до границата със Сърбия.
Чепън е разположена на юг от град Годеч и до град Драгоман, а в подножието ѝ е Драгоманското блато. Чепън е част от Западна Стара планина. Връх Петровски кръст е известен и като „Голем Чепън“, а до него се намира друг връх – „Мали Чепън“. В късната Желязна епоха на южния склон на върха функционира скално светилище посветено на култа към Сабазий-Дионис, което продължава своето съществуване и през Античността, когато през II век пр. Хр. е изградена архитектурна сграда за храм посветен на същото божество. През ранното Средновековие, святото място е наследено от настъпващото християнство и тук е изграден Петропавловският манастир. Християнската обител е разрушена в късното Средновековие при падането на Търновското царство под Османска власт. Впоследствие оцелялото християнско население издига оброчен кръст, който е запазен и до днес, а в края на XIX век и църквата „Св. св. Петър и Павел“, която е построена върху основите на античния храм.

## Описание и особености

### Скално светилище и Езически храм на Сабазий и Хера
Още в края на XIX век на скалистия връх се откриват многобройни керамични фрагменти, посветителски надписи, монети и оброчни плочки с изображения на Тракийския Херос. Светилището е оформено в скалите на южната страна на каменния купол на върха и има правоъгълна форма с размери 12.8 на 5.1 m. Северната, западната и източната стени на светилището също са оформени от каменни блокове, като се предполага, че стените на градежа през Античността са достигали 3 m. В северозападната част на светилището на огромна каменна маса – олтар, в монолитната скала са вкопани две полусферични вдлъбнатини, наричани от местното население, за които се предполага, че са служели за жертвоприношения. Към западната стена е издялана подобна маса-олтар, но с по-малки размери. На северната стена личат основите на портата на светилището, която е била на височина 1.7 m от основата. Не е ясно как се е слизало до жертвените съоръжения, вероятно с подвижна стълба. Другият интересен сектор от светилището е т.нар. пещера-испостница, която се намира на южната стена на светилището, къде е и входът ѝ. Според свидетелства на местни жители, пещерата побирала около четирима души в миналото, но в наши дни трудно би побрала повече от двама посетители. В пещерата се слиза по издялани в скалата стълби. Тук е намерена и кандилница от християнския период, което свидетелство за религиозен синкретизъм par excellence.
Успоредно на северната страна на светилището има проход широк 2.5 m и дълъг над 15 m. Срещу входа на култовия комплекс той се разширява и приема втори напречен проход с дължина 4 m.
Изследваните четири от откритите надписи свидетелстват, че тук в Античността е съществувало светилище (храм) посветен на Сабазий – Дионис и Хера. Светилището е било построено през II век пр. Хр. от тракийското племе Меди, и по-точно от преторианец на име Аврелий Местриян – вероятно латинизиран тракиец по произход. Наблизо край Чепън минава римският път Виа Милитарис, който е маркиран с милиарни колони, означаващи разстоянията между отделните градове.
Проф.Васил Николов, който пръв изследва светилището на Голям Чепън отбелязва, че провежданият тук традиционен събор на Петровден е далечен отглас от ритуалните обреди изпълнявани тук в тракийската древност и е тясно свързан с култа към Хероса и Сабазий. В съседство на този култов комплекс, на изток от него в местността Лилеков въртоп е разположен мегалитен жертвеник, наричан от местното население Гюведжаре. В масивната варовикова скала са оформени две полусферични вдлъбнатини, подобно на тези от Петровски кръст. (Николов свидетелства, че едната вдлъбнатина е почти унищожена от естествената ерозия в средата на 1970-те.)

### Църква Св. св. Петър и Павел
През първата половина на XIX век върху основите на късноантичния храм посветен на Сабазий и Хера е издигната малка църква. Тя лежи върху основите и няма апсида, защото използва основите на късноантичния храм. Участъците от съборените квадри са преправени с ломени недялани камъни.
През средновековието на Петровски кръст е изграден православен манастир с патрон „Свети Константин и Елена“, който е съществувал по времето на Втората българска държава при Асеневци. От него са останали руини и част от надписан кръст напомнящи възхвалата на Свети Кръст „Слава, Господи, кресту Тоему честному!“

### Оброк
Оброчният кръст на Свети Петър (Петровски кръст) се намира на северното било на върха. Кръстът е равнораменен с трапецовидни рамене, като врязана линия подчертава силуета му. В центъра на лицето му се наблюдава вписан изпъкнал кръст в двоен кръг, от който към горното и долното рамо са врязани полусфери. Върху четирите рамене се наблюдават надписи, а в двойния кръг също има надпис гласящ: СТИ...МЕ/ПЕТЪР. На северния склон на върха се намира и затрупано аязмо.

## Легенда
През 1842 г. турски разбойници отвлекли чорбаджията Петър от Драгоман. Целта на отвличането била да се иска откуп и те го довели на върха да го сплашат. Като видели отдолу да се задава редовна войска обаче, го убили и побегнали, но не могли да се спасят. Тъй като този Петър бил твърде почитан от съселяните си, кръстили върха на него и издигнали кръст.